# IND8番街線
IND8番街線 (IND8ばんがいせん、英語: IND Eighth Avenue Line) は、ニューヨーク市地下鉄を構成している地下鉄路線の一つである。大型車を使用するBディビジョンに属する。

## 概要
1932年に市営の独立地下鉄網 (IND) の最初の路線として開業し、ニューヨーク市民には "Eighth Avenue Subway"（8番街地下鉄）として親しまれている。路線の北端はインウッドにあるインウッド-207丁目駅、南端はブルックリン・ハイツにあるハイ・ストリート駅南側までで、大部分がセント・ニコラス・アベニュー、セントラルパーク・ウェスト、8番街の下を通っている。総延長約23キロメートルのうち168丁目駅 - キャナル・ストリート駅間が複々線で、207丁目車両基地への入出庫線を除く全区間が地下線となっている。またコンコース線、6番街線、クイーンズ・ブールバード線との分岐点は交差支障が起きないように立体交差化されている。

## 運行形態
現在8番街線にはA、B、C、D、Eの5系統が運転されており、このうち8番街線を基幹路線とするA、C、E系統にはビビッド・ブルー、6番街線を基幹路線とするB、D系統にはブライト・オレンジのラインカラーが定められている。
|                        | 運転時間 | 運転時間 | 運転時間 | 運行区間                                    |
| ラッシュ時, 日中, 夜間 | 週末     | 深夜     |          | 運行区間                                    |
| ---------------------- | -------- | -------- | -------- | ------------------------------------------- |
|                        | 急行     | 急行     | 各駅停車 | 全区間                                      |
|                        | 各駅停車 | 運行なし | 運行なし | 145丁目駅 - 59丁目駅間                      |
|                        | 各駅停車 | 各駅停車 | 運行なし | 168丁目駅以南                               |
|                        | 急行     | 急行     | 急行     | 145丁目駅 - 59丁目駅間                      |
|                        | 各駅停車 | 各駅停車 | 各駅停車 | 50丁目駅 - ワールド・トレード・センター駅間 |

A系統は全線にわたって運行され、168丁目駅以南で急行運転を実施している。C系統は168丁目駅以南で運行される各駅停車で、ともにハイ・ストリート駅からフルトン・ストリート線に直通する。また、深夜にはC系統が運休となる代わりに、A系統が急行運転を中止して各駅に停車する。
B、D系統は145丁目駅 - 59丁目駅間で運行され、145丁目からコンコース線へ、59丁目から6番街線へ乗り入れてゆく。B系統は各駅停車、D系統は急行だが、D系統が終日運転されるのに対しB系統は平日の深夜と週末は運休となり、またコンコース線への乗り入れも2015年6月14日現在ラッシュ時限定となっている。
E系統は50丁目駅 でクイーンズ・ブールバード線から乗り入れてくる各駅停車で、キャナル・ストリート駅から分岐する ワールド・トレード・センター駅への支線に直通している。終日運転される。

## 歴史
8番街線の計画は、早くも1918年にBMTブロードウェイ線14丁目-ユニオン・スクエア駅 - タイムズ・スクエア-42丁目駅間が開業した直後から、当時建設中の57丁目-7番街駅から分岐しセントラル・パーク・ウェストを通ってアッパー・ウエスト・サイドやワシントン・ハイツへ至る路線として検討されていた。1923年8月3日にニューヨーク市予算委員会はブロードウェイ線の延長としてワシントン・ハイツ線を承認し、この路線は64丁目からセントラル・パーク・ウェスト、8番街、セント・ニコラス・アベニューを複々線で北上して170丁目へ、その先はフォート・ワシントン・アベニューの下を複線で193丁目に至る路線として計画された。また64丁目から南では複々線のうち一組の複線は57丁目-7番街駅でブロードウェイ線に合流し、もう一組はそのまま8番街の下を30丁目のペンシルバニア駅まで南下する計画であった。
一方でニューヨーク市長のジョン・ハイランは、それまで地下鉄を運営してきた民間企業に代わる市営地下鉄の建設を望み、1924年12月9日にニューヨーク市交通委員会は8番街線を含むいくつかの路線について予備的な承認を与えた。8番街線の主要な部分には既にBMTに対し認可されていた区間を含んでいたが、北へは193丁目から207丁目まで延長することになった。また64丁目から南についても、複々線をそのまま8番街、グリニッジ・アベニュー、6番街、チャーチ・ストリートと延長し、さらに複線でフルトン・ストリートを通ってイースト川を潜り、ブルックリンのダウンタウンまで延長するのが望ましいとした。
鍬入れは1925年3月14日にセント・ニコラス・アベニューと126丁目の角で行われ、そして1932年9月10日、チェンバーズ・ストリート駅 -207丁目駅間が開業した。開業前には3日間にわたり乗客を乗せずに通常ダイヤで運行して開業に備えた。また1933年2月1日にはフルトン・ストリート駅 - ジェイ・ストリート-ボロー・ホール駅間が、3月20日にはジェイ・ストリート-ボロホール駅からの延長線としてジェイ-スミス-9丁目線（現在のINDカルバー線）が開業した。
1932年の開業時点では、8番街線には急行のA系統と各駅停車のAA系統（後のK系統）の2系統が運転され、深夜と日曜日には急行は運転されなかった。その後A系統は1933年2月にブルックリンまで延長され、さらに同年7月1日にINDコンコース線が開業すると、コンコース線直通電車は急行のC系統、各駅停車のCC系統に統一され、A系統は145丁目駅以北で各駅に停車するように変更された。
さらに同年8月19日にINDクイーンズ・ブールバード線が開業すると、新たに各駅停車のE系統の運行が開始された。
最後に大きな変更が加わったのは1940年12月15日、IND6番街線が開業した時だった。AA系統はラッシュ時以外の時間帯のみ運行となり、ラッシュ時は59丁目から6番街線に直通する各駅停車BB系統に切り替えられた。CC系統はラッシュ時に59丁目駅から8番街線を南下する各駅停車として残され、加えて終日運転されるコンコース線 - 6番街線の急行はD系統に変更され、C系統はラッシュ時以外の時間帯のみ運行となった。このとき確立された運行形態は、今日の急行A系統、平日のみ運転の各駅停車B系統（以前のBB系統）、各駅停車のC系統（以前のAA、CC系統）、6番街線直通急行のD系統、そしてクイーンズに向かう各駅停車E系統して今日まで受け継がれている。

### INDワース・ストリート線
INDワース・ストリート線は、かつて存在した8番街線の延伸計画である。これはキャナル・ストリート駅で終わる複々線のうちの各駅停車線を延長してワース・ストリートに複線の地下鉄を通すというもので、フォーリー・スクエア、チャタム・スクエア（計画ではIND2番街線と乗換可能になるはずだった）、ラットガーズ・ストリート-イースト・ブロードウェイ（計画ではINDラットガーズ・ストリート線と乗換可能になる予定だった）、ロウアー・イースト・サイド（グランド・ストリートとピット・ストリートの交差点付近）、さらにウィリアムズバーグ橋を渡って、ヘイブマイヤー・ストリート、南4丁目（計画ではINDクロスタウン線と乗換可能となる予定だった）の各駅が設置される予定であった。
しかし、ワース・ストリート線の工事が行われている現場は目撃されたことがなく、工事が行われたという証拠も残されていない。今日この路線の痕跡は、キャナル・ストリート駅南側の各駅停車線にあるラッパ口のダクトと、イースト・ブロードウェイ駅の上にある未利用の地下空間だけである。

## 駅一覧
- 全駅ニューヨーク市内に存在

| 凡例                                    | 凡例                         |
| --------------------------------------- | ---------------------------- |
| Stops all times                         | 終日停車                     |
| Stops all times except late nights      | 深夜を除き終日停車           |
| Stops late nights only                  | 深夜のみ停車                 |
| Stops weekdays only                     | 平日のみ停車                 |
| Stops rush hours in peak direction only | ラッシュ時の混雑方向のみ停車 |
| 時間帯詳細                              |                              |

| 地区                                                                        | バリアフリー・アクセス                    | 駅                                            | 停車種別                         | 停車系統 | 開業日        | 乗り換え・備考 |
| --------------------------------------------------------------------------- | ----------------------------------------- | --------------------------------------------- | -------------------------------- | -------- | ------------- | --- |
| マンハッタン区                                                              |                                           |                                               |                                  |          |               | |
| インウッド                                                                  | バリアフリー・アクセス                    | インウッド-207丁目駅                          | 急行                             | A        | 1932年9月10日 | Bx12セレクト・バス・サービス |
| インウッド                                                                  | 207丁目車両基地からの複線が中央に現れる   |                                               |                                  |          |               | |
| インウッド                                                                  |                                           | ダイクマン・ストリート駅                      | 急行                             | A        | 1932年9月10日 | |
| インウッド                                                                  | 207丁目車両基地からの複線が合流する       |                                               |                                  |          |               | |
| ワシントン・ハイツ                                                          | Elevator access to mezzanine only         | 190丁目駅                                     | 急行                             | A        | 1932年9月10日 | |
| ワシントン・ハイツ                                                          | Elevator access to mezzanine only         | 181丁目駅                                     | 急行                             | A        | 1932年9月10日 | |
| ワシントン・ハイツ                                                          | バリアフリー・アクセス                    | 175丁目駅                                     | 急行                             | A        | 1932年9月10日 | ジョージ・ワシントン・ブリッジ・バスステーション |
| ワシントン・ハイツ                                                          | 174丁目車両基地から複線が合流し、複々線に |                                               |                                  |          |               | |
| ワシントン・ハイツ                                                          | バリアフリー・アクセス                    | 168丁目駅                                     | 全て                             | A C      | 1932年9月10日 | IRTブロードウェイ-7番街線 (1 ) |
| ワシントン・ハイツ                                                          |                                           | 163丁目-アムステルダム・アベニュー駅          | 各駅停車                         | A C      | 1932年9月10日 | |
| ワシントン・ハイツ                                                          |                                           | 155丁目駅                                     | 各駅停車                         | A C      | 1932年9月10日 | Bx6セレクト・バス・サービス |
| ハーレム                                                                    |                                           | 145丁目駅                                     | 全て                             | A C      | 1932年9月10日 | INDコンコース線 (B D ) |
| ハーレム                                                                    | INDコンコース線が合流 (B D )              |                                               |                                  |          |               | |
| ハーレム                                                                    |                                           | 135丁目駅                                     | 各駅停車                         | A B C    | 1932年9月10日 | |
| ハーレム                                                                    | バリアフリー・アクセス                    | 125丁目駅                                     | 全て                             | A B C D  | 1932年9月10日 | ラガーディア空港方面M60セレクト・バス・サービス |
| ハーレム                                                                    |                                           | 116丁目駅                                     | 各駅停車                         | A B C    | 1932年9月10日 | |
| アッパー・ウェスト・サイド                                                  |                                           | カテドラル・パークウェイ-110丁目駅            | 各駅停車                         | A B C    | 1932年9月10日 | |
| アッパー・ウェスト・サイド                                                  |                                           | 103丁目駅                                     | 各駅停車                         | A B C    | 1932年9月10日 | |
| アッパー・ウェスト・サイド                                                  |                                           | 96丁目駅                                      | 各駅停車                         | A B C    | 1932年9月10日 | |
| アッパー・ウェスト・サイド                                                  |                                           | 86丁目駅                                      | 各駅停車                         | A B C    | 1932年9月10日 | M86セレクト・バス・サービス |
| アッパー・ウェスト・サイド                                                  |                                           | 81丁目-自然史博物館駅                         | 各駅停車                         | A B C    | 1932年9月10日 | M79セレクト・バス・サービス |
| アッパー・ウェスト・サイド                                                  |                                           | 72丁目駅                                      | 各駅停車                         | A B C    | 1932年9月10日 | |
| ミッドタウン                                                                | バリアフリー・アクセス                    | 59丁目-コロンバス・サークル駅                 | 全て                             | A B C D  | 1932年9月10日 | IRTブロードウェイ-7番街線 (1 2 ) |
| ミッドタウン                                                                | IND6番街線が分岐 (B D )                   |                                               |                                  |          |               | |
| ミッドタウン                                                                | ↓                                         | 50丁目駅                                      | 各駅停車                         | A C      | 1932年9月10日 | INDクイーンズ・ブールバード線 (E ) 南行ホームのみ障害者対応 |
| ミッドタウン                                                                | INDクイーンズ・ブールバード線が合流 (E )  |                                               |                                  |          |               | |
| ミッドタウン                                                                | バリアフリー・アクセス                    | 42丁目-ポート・オーソリティ・バスターミナル駅 | 全て                             | A C E    | 1932年9月10日 | IRTブロードウェイ-7番街線 (1 2 3 ) IRTフラッシング線 (7 ) IRT42丁目シャトル (S ) BMTブロードウェイ線 (N Q R W ) ポート・オーソリティ・バスターミナル M34Aセレクト・バス・サービス       |
| ミッドタウン                                                                | バリアフリー・アクセス                    | 34丁目-ペン・ステーション駅                   | 全て                             | A C E    | 1932年9月10日 | ペンシルベニア駅: アムトラック、ロングアイランド鉄道、ニュージャージー・トランジット M34/M34Aセレクト・バス・サービス                                                                   |
| チェルシー                                                                  |                                           | 23丁目駅                                      | 各駅停車                         | A C E    | 1932年9月10日 | M23セレクト・バス・サービス |
| チェルシー                                                                  | バリアフリー・アクセス                    | 14丁目駅                                      | 全て                             | A C E    | 1932年9月10日 | BMTカナーシー線 (L ) |
| グリニッジ・ヴィレッジ                                                      | バリアフリー・アクセス                    | 西4丁目-ワシントン・スクエア駅                | 全て                             | A C E    | 1932年9月10日 | IND6番街線 (B D F <F> M ) PATH9丁目駅 |
| 緩行線に6番街線との渡り線 (定期運行なし)                                    |                                           |                                               |                                  |          |               | |
| ソーホー                                                                    |                                           | スプリング・ストリート駅                      | 各駅停車                         | A C E    | 1932年9月10日 | |
| トライベッカ                                                                |                                           | キャナル・ストリート駅                        | 全て                             | A C E    | 1932年9月10日 | |
| フィナンシャル・ディストリクト                                              |                                           | チェンバーズ・ストリート駅                    | 本線                             | A C      | 1932年9月10日 | 同一駅の別ホーム BMTブロードウェイ線 (N R W ) IRTブロードウェイ-7番街線 (2 3 ) PATHワールド・トレード・センター駅                                                                       |
| フィナンシャル・ディストリクト                                              | バリアフリー・アクセス                    | ワールド・トレード・センター駅                | ワールド・トレード・センター支線 | E        | 1932年9月10日 | 同一駅の別ホーム BMTブロードウェイ線 (N R W ) IRTブロードウェイ-7番街線 (2 3 ) PATHワールド・トレード・センター駅                                                                       |
| フィナンシャル・ディストリクト                                              | ワールド・トレード・センター支線の終点    |                                               |                                  |          |               | |
| フィナンシャル・ディストリクト                                              | バリアフリー・アクセス                    | フルトン・ストリート駅                        | 本線                             | A C      | 1933年2月1日  | かつてはブロードウェイ-ナッソー・ストリート駅 IRTブロードウェイ-7番街線 (2 3 ) BMTナッソー・ストリート線 (J Z ) IRTレキシントン・アベニュー線 (4 5 ) PATHワールド・トレード・センター駅 |
| ブルックリン区                                                              |                                           |                                               |                                  |          |               | |
| クランベリー・ストリート・トンネルを潜る                                    |                                           |                                               |                                  |          |               | |
| ブルックリン・ハイツ                                                        |                                           | ハイ・ストリート駅                            | 本線                             | A C      | 1933年6月24日 | |
| INDフルトン・ストリート線 (A C ) または INDカルバー線 (定期運行なし) に合流 |                                           |                                               |                                  |          |               | |